# Far from Heaven
Far from Heaven is een Amerikaanse dramafilm uit 2002 onder regie van Todd Haynes. De film werd geregisseerd in de stijl van de melodrama's van de Amerikaanse regisseur Douglas Sirk, inzonderheid All That Heaven Allows (1955).

## Verhaal
Cathy Whitaker is een voorbeeldige huisvrouw uit de jaren 50. Als ze op een avond haar man betrapt met een andere man, stort haar leven in. Ze zoekt troost bij Raymond Deagan, de zoon van haar overleden zwarte tuinman. Haar omgeving kijkt neer op die vriendschap.

## Rolverdeling
- Julianne Moore: Cathy Whitaker
- Dennis Quaid: Frank Whitaker
- Dennis Haysbert: Raymond Deagan
- Patricia Clarkson: Eleanor Fine
- Viola Davis: Sybil
- James Rebhorn: Dr. Bowman
- Jordan Puryear: Sarah Deagan
- Lindsay Andretta: Janice Whitaker